# Caryodaphnopsis metallica
Caryodaphnopsis metallica är en lagerväxtart som beskrevs av André Joseph Guillaume Henri Kostermans. Caryodaphnopsis metallica ingår i släktet Caryodaphnopsis och familjen lagerväxter. Inga underarter finns listade i Catalogue of Life.